# Gliese 581 c

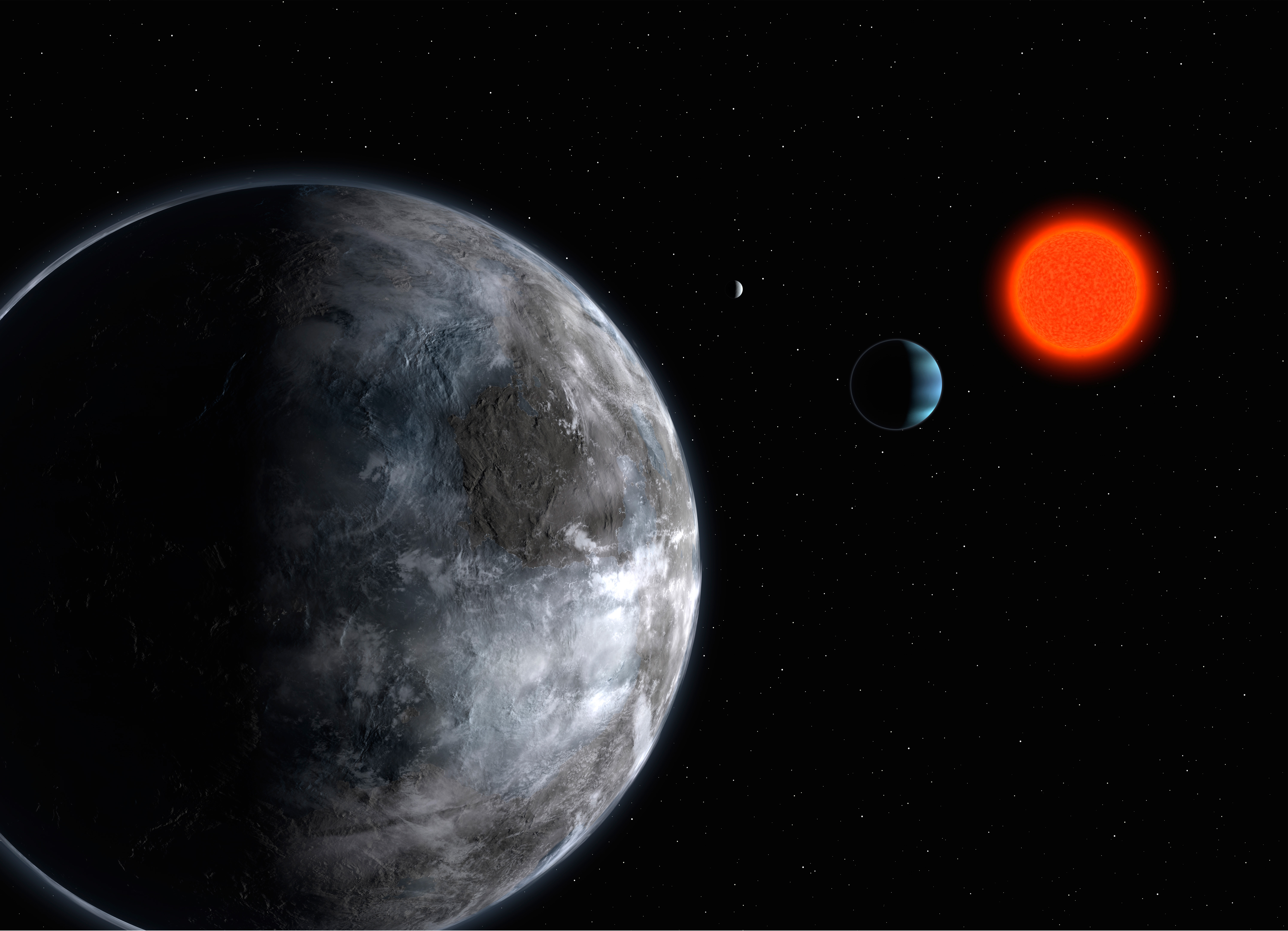
Reprezentare artistică a planetei

Gliese 581 c sau Gl 581 c este o planetă extrasolară care se rotește în jurul stelei Gliese 581 din constelația Balanța, aflată la 20 an-lumină de planeta noastră.
Până în prezent, este a doua planetă din cele șase descoperite în acest sistem. Gliese 581 c este a treia planetă de la stea, în jurul căreia se rotește în 3,15 zile. Masa sa este de cca. 5,6 ori mai mare decât masa terestră și a fost considerată cea mai apropiată planeta ca mărime de Pământ până la descoperirea planetei Gliese 581 e care are 1,9 mase terestre.

## A Message From Earth
Un mesaj de la Pământ (A Message From Earth, AMFE) este un semnal radio de mare putere, care a fost trimis pe 9 octombrie 2008 spre Gliese 581 c. Semnalul este o capsulă a timpului digitală care conține 501 de mesaje care au fost selectate printr-o competiție pe site-ul de socializare Bebo. Mesajul a fost trimis folosind telescopul radar RT-70 al Agenției Spațiale de Stat a Ucrainei. Semnalul va ajunge pe planeta Gliese 581c la începutul anului 2029. Mai mult de o jumătate de milion de persoane, inclusiv celebrități și politicieni, au participat la proiectul AMFE, care a fost prima capsulă digitală a timpului din lume în care conținutul a fost selectat de către public.
La 22 ianuarie 2015, mesajul a parcurs 59,48 trilioane kilometri din totalul de 192 trilioane de kilometri, ceea ce reprezintă 31,0% din distanța față de sistemul Gliese 581.
La 13 februarie 2015, oamenii de știință (inclusiv David Grinspoon, Seth Shostak și David Brin) la o întâlnire anuală a Asociației Americane pentru Progresul Științelor au discutat despre Active SETI  și dacă  fost o idee bună transmiterea unui mesaj către extratereștrii inteligenți din Cosmos. În aceeași săptămână, a fost lansată o declarație, semnată de mulți cercetători din comunitatea SETI, conform căreia trebuie să existe "o discuție științifică, politică și umanitară la nivel mondial înainte de a trimite orice fel de mesaj" extratereștrilor. Cu toate acestea, nici Frank Drake, nici Seth Shostak nu au semnat acest apel. La 28 martie 2015, un eseu asemănător cu un punct de vedere diferit a fost scris de Seth Shostak și publicat în The New York Times.

### Rapoarte media de știri
- Dennis Overbye (12 iunie 2007). „A Planet Is Too Hot for Life, but Another May Be Just Right; So much for the Goldilocks planet”. New York Times. Accesat în 11 iulie 2009.

- „Astronomers Find First Earth-like Planet in Habitable Zone”. European Southern Observatory. 25 aprilie 2007. Arhivat din original la 28 august 2008. Accesat în 20 iunie 2008.
- „New 'super-Earth' found in space”. BBC News. 25 aprilie 2007. Accesat în 20 iunie 2008.
- Than, Ker (24 aprilie 2007). „Major Discovery: New Planet Could Harbor Water and Life”. SPACE.com. Accesat în 20 iunie 2008.
- Hazel Muir (25 aprilie 2007). „'Goldilocks' planet may be just right for life”. NewScientistSpace. Arhivat din original la 5 iulie 2008. Accesat în 2 februarie 2014.

- „Astronomers find first habitable Earth-like planet”. Scientificblogging.com. 24 aprilie 2007.

- „Found 20 light years away:the new Earth”. Daily Mail. 26 aprilie 2007.

- Ian Sample (24 aprilie 2007). „'Second Earth' may mean we're not alone”. The Hindu. Arhivat din original la 6 iunie 2009. Accesat în 2 februarie 2014.

- J. R. Minkle (24 aprilie 2007). „All Wet? Astronomers Claim Discovery of Earth-like Planet”. Scientific American.

- „Distant planet judged possibly habitable”. World Science. 23 aprilie 2007. Arhivat din original la 26 aprilie 2009. Accesat în 2 februarie 2014.

- ANI (23 aprilie 2007). „First habitable Earth like planet outside Solar System discovered”. DailyIndia.com. Arhivat din original la 27 aprilie 2007. Accesat în 2 februarie 2014.

### Media non-știri
- „Artist conceptions of extrasolar planet Gliese 581 c”. Cosmographica. Accesat în 20 iunie 2008.
- „The Neighbor: Gliese 581c”. The Geochemical Society. Arhivat din original la 27 decembrie 2007. Accesat în 6 decembrie 2007.
- „Red, Willing, and Able: 2001 New Scientist article on types of planets likely to be around red dwarf stars”. KenCroswell.com. Accesat în 20 iunie 2008.
- „Sunrise from the Surface of Gliese 581c”. NASA. Astronomy Picture of the Day. 2 mai 2007. Accesat în 20 iunie 2008.